# 유기정 (희극인)
유기정(1975년 1월 25일 ~ )은 대한민국의 희극인 겸 대학교수이고 1995년 MBC <젊음의 다섯마당>으로 데뷔했으나 잠깐 군대를 다녀오면서 활동을 잠정 중단했으며 2001년 12월 iTV 개그탤런트 1기로 정식 데뷔했고 추대엽이 본인(유기정)과 같은 기수로 합격했지만 낮은 대우 - 월 100만원도 안 되는 박봉 - 강도 높은 업무로 인해  한계를 느꼈으며  결국 2002년 4월 MBC TV 개그맨 콘테스트 13기 시험에 도전하여  합격했는데 iTV는 개그탤런트로 데뷔하자마자 성공한 사람이 전무했고 2002년 10월 2기를 끝으로 개그탤런트 제도를 폐지했다.
이후, iTV가 2004년 말 폐국되면서  슬럼프를 겪었지만 KBS 2TV 《폭소클럽》'스마일맨'으로  많은 사랑을 받기도 했다.

## 출연작
- 최양락의 코미디쇼 (iTV)
- 최양락 이봉원의 소문만복래 (iTV)
- 웃음을 찾는 사람들 (SBS)
- 폭소클럽 2 (KBS2)

1. ↑  김대홍 (2005년 4월 24일). “"3만명 중 단 3명 웃을 때 기분 아세요?"”. 오마이뉴스. 2022년 7월 10일에 확인함.
2. ↑  “iTV '개그계 새얼굴 찾습니다"”. 경인일보. 2001년 12월 29일. 2022년 7월 10일에 확인함.
3. ↑  김겨울 (2010년 6월 29일). “떴다! 추대엽.."후회는 바보들이나 하는 일"①”. 스타뉴스. 2022년 7월 10일에 확인함.
4. ↑  김겨울 (2010년 6월 29일). “떴다! 추대엽.."후회는 바보들이나 하는 일"①”. 스타뉴스. 2022년 7월 10일에 확인함.
5. ↑  “iTV 개그탤런트·리포트 선발”. 경인일보. 2022년 7월 10일에 확인함.
6. ↑  김현록 (2011년 3월 11일). “개그맨 유기정, 8살 연하 증권사직원과 결혼”. 스타뉴스. 2022년 7월 10일에 확인함.